# Saint-Arcons-de-Barges
Saint-Arcons-de-Barges ist eine französische Gemeinde mit 116 Einwohnern (Stand 1. Januar 2022) im Département Haute-Loire in der Region Auvergne-Rhône-Alpes (vor 2016 Auvergne). Die Gemeinde gehört zum Arrondissement Le Puy-en-Velay und zum Kanton Velay volcanique. 

## Geografie
Saint-Arcons-de-Barges liegt etwa 23 Kilometer südsüdöstlich von Le Puy-en-Velay im Zentralmassiv. Umgeben wird Saint-Arcons-de-Barges von den Nachbargemeinden Arlempdes im Norden, Vielprat im Norden und Nordosten, Lafarre im Osten, Coucouron im Südosten, Saint-Paul-de-Tartas im Süden und Südwesten sowie Barges im Süden und Südwesten.

## Bevölkerungsentwicklung
| Jahr                       | 1962 | 1968 | 1975 | 1982 | 1990 | 1999 | 2006 | 2017 |
| Einwohner                  | 394  | 328  | 265  | 192  | 167  | 118  | 124  | 121  |
| Quellen: Cassini und INSEE |      |      |      |      |      |      |      |      |

## Sehenswürdigkeiten
- Kirche Notre-Dame-de-l’Assomption aus dem 12. Jahrhundert, Umbauten aus dem 15./16. Jahrhundert, seit 2002 Monument historique
- Schloss Villard aus dem 16. Jahrhundert

## Weblinks

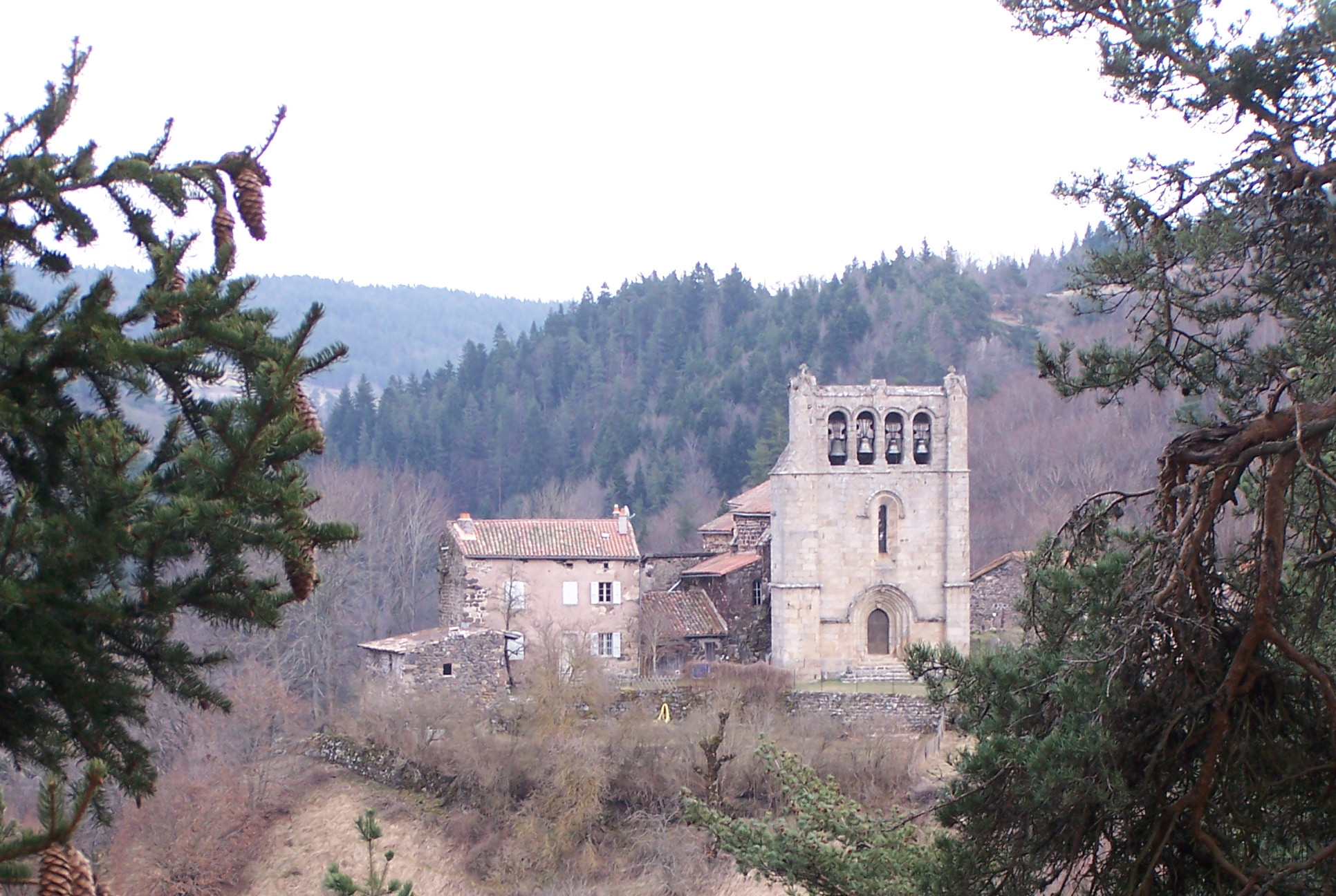
Kirche Notre-Dame-de-l’Assomption